# Чукотский уезд
Чукотский уезд — административно-территориальная единица Российской империи и РСФСР с центром в Уэлене, существовавшая в 1909—1926 годах.
Чукотский уезд был образован в 1909 году в составе новообразованной Камчатской области, путём выделения из Анадырского уезда. 10 ноября 1922 года Камчатская область была преобразована в Камчатскую губернию.
В 1912 году управление Чукотским уездом в составе Камчатской губернии, было переведено из бухты Провидения в село Уэлен.
4 января 1926 года при ликвидации Камчатской губернии Чукотский уезд был упразднён, а его территория преобразована в Чукотский район Камчатского округа Дальневосточного края.